# Jean-Paul Rebatet
Pour les articles homonymes, voir Rebatet.
Jean-Paul Rebatet, né le 24 juillet 1951, est un entraîneur de basket-ball professionnel français.

## Biographie

### Entraîneur
- 1976 - 1980 :  Maroc
- 1985 - 1986 :  Nantes (NF 3) et Sélectionneur France Junior
- 1986 - 1988 :  Nantes (Pro B, puis Pro A)
- 1988 - 1989 :  Assistant équipe de France, entraîneur de l'équipe de France espoir et de l'équipe de France militaire
- 1989 - 1991 :  Cholet Basket (Pro A)
- 1991 - 1992 :  ASVEL Villeurbanne (Pro A)
- 1992 - 1993 :  PSG Racing (Pro A)
- 1993 - 1994 :  Genève D1 /  Suisse
- 1994 - 1997 :  Besançon Basket Comté Doubs (Pro B), puis (Pro A)
- 1997 - 1999 :  Tours (Pro B)
- 1999 - 2000 :  Poissy (Pro B)
- 2000 - 2001 :  ALM Évreux Basket (Pro A)
- 2002 - 2004 :  Poissy (N3), (N2), (N1)
- 2003 :  République centrafricaine (Afrobasket 2003)
- 2004 - 2008 :  Maroc
- 2008 - 2012 :  Trappes (N2)
- 2010 :  Gabon Sélection des moins de 18 ans (Afrobasket U18)
- 2012-2016 :  Burkina Faso (Afrobasket 2013)
- 2016-2017 :  Maurice (directeur technique national)
- 2017-2019 :  AS Salé Basket (Champion Coupe d’Afrique des clubs champions) , création de l'académie de basket
- 2019-2020 :   Tain Tournon (N3)
- 2019 :   Création du tournoi VIN'T'AGE (Tournoi International des régions de vin et de basket)
- 2020-2021 :   Beaujolais Basket (N2)
- 2021-2023 :   Fleurie en Beaujolais (BLFVM) directeur technique
- 2023- :  Bénin Expert Basket pour le Ministère des Sports (Bénin)

## Palmarès
- Médaille de bronze au championnat d'Afrique 1980 (Maroc)
- Champion de France de Pro B 1995 (Besançon)